# Kärjösaari
Kärjösaari är en ö i Finland. Den ligger i Torne älv i den ekonomiska regionen  Tornedalens ekonomiska region  och landskapet Lappland, i den norra delen av landet, 700 km norr om huvudstaden Helsingfors.